# عبد الله المفتاح
عبد الله حسين المفتاح لاعب كرة قدم قطري، ولد في (23 يونيو 1998) ، يلعب لصالح نادي قطر في دوري نجوم قطر .

## مسيرة اللاعب
لعب في نادي الوكرة ونادي قطر.

## روابط خارجية
- عبد الله المفتاح على موقع Soccerway.com (الإنجليزية)